# Gobemouche des collines
Cyornis banyumas
Espèce
Statut de conservation UICN

 LC  : Préoccupation mineure
Le Gobemouche des collines (Cyornis banyumas) est une espèce de passereau de la famille des Muscicapidae.

## Répartition
Cette espèce vit en Asie : on la trouve au Bangladesh, au Brunei, au Cambodge, en Chine, en Inde, en Indonésie, au Laos, en Malaisie, au Myanmar, au Népal, au Thaïlande et au Vietnam.